# 393 v.Chr.
Het jaar 393 v.Chr. is een jaartal volgens de christelijke jaartelling.

## Gebeurtenissen

### Griekenland
- In Athene worden de Lange Muren herbouwd.
- De Atheense vloot onder Conon herovert de eilanden Skyros, Imbros en Limnos.
- Archelaus II van Macedonië wordt net als zijn vader vermoord tijdens een jachtpartij, waarna de zoon van Menelaus, Amyntas II van Macedonië de jongere (393), gekozen wordt tot nieuwe koning van Macedonië.
- Er breken onlusten uit in Macedonië en Amyntas II van Macedonië wordt vermoord, waarna Pausanias van Macedonië (393), de zoon van Aeropus II van Macedonië, gekozen wordt tot nieuwe koning.
- Pausanias van Macedonië sterft, waarna de kleinzoon van de vijfde zoon van Alexander I van Macedonië, Amyntas III van Macedonië (393), gekozen wordt tot nieuwe koning.
- De zonen van Archelaus komen tegen Amyntas III van Macedonië in opstand en weten hem met behulp van de Illyriërs te verjagen, waarna Argaeus II van Macedonië (393 - 392 v.Chr.) koning van Macedonië wordt.

### Italië
- In Rome worden L. Valerius Potitus Poplicola en (Ser) Cornelius Maluginensis door de Senaat benoemd tot consul.
- De Griekse steden: Crotone, Cumae, Paestum, Napels, Rhegium, Sybaris en Tarente in Zuid-Italië richten de Magna Graecia op.

### Egypte
- Nepherites I wordt opgevolgd door Psammuthis, waarna Achoris (393 - 380 v.Chr.) binnen een jaar de troon als farao van de 29e dynastie van Egypte opeist.

## Overleden
- Archelaus II van Macedonië
- Amyntas II
- Pausanias
- Nepherites I, farao van Egypte